# Centralni stadion (Ekaterinburg)
Centralni stadion (rus. Центральный стадион) višenamjenski je stadion u Ekaterinburgu, Rusija. 

## Povijest
Centralni stadion je planiran da bude jedan od stadiona domaćina za Svjetsko prvenstvo u nogometu 2018. godine. Kapacitet stadiona za Svjetsko prvenstvo je 35.696 sjedećih mjesta, a nakon prvenstva kapacitet će biti reduciran na 23.000 mjesta. Tijekom prvenstva naziv stadiona je Ekaterinburg arena.
Na njemu je predviđeno da se odigraju četiri utakmice u grupnoj fazi Svjetskog prvenstva u Rusiji.

## Galerija slika
- 2012.
- 2017.
- 2018.

## FIFA Svjetsko prvenstvo 2018.
| Datum            | Vrijeme            | Momčad #1 | Rezultat | Momčad #2 | Skupina   | Broj gledatelja |
| ---------------- | ------------------ | --------- | -------- | --------- | --------- | --------------- |
| 15. lipnja 2018. | 17:00 YEKT (UTC+5) | Egipat    | 0:1      | Urugvaj   | Skupina A | 27.015          |
| 21. lipnja 2018. | 20:00 YEKT (UTC+5) | Francuska | 1:0      | Peru      | Skupina C | 32.789          |
| 24. lipnja 2018. | 20:00 YEKT (UTC+5) | Japan     | 2:2      | Senegal   | Skupina H | 32.572          |
| 27. lipnja 2018. | 19:00 YEKT (UTC+5) | Meksiko   | 0:3      | Švedska   | Skupina F | 33.061          |

## Vanjske poveznice
- Arhivirana inačica izvorne stranice od 28. kolovoza 2016. (Wayback Machine)
- [neaktivna poveznica]
- Stadion Centralьnый (Ekaterinburg) na stranici allstadiums.ru